# أحمد أبو إسماعيل
أحمد أحمد أبو إسماعيل (13 مارس 1915 بسمنود - 20 مايو 2013)، اقتصادي مصري ووزير المالية الأسبق. درس في جامعة مانشستر ببريطانيا وحصل على الدكتوراه في اقتصاديات النقل عام 1938. عمل استاذًا بجامعة لندن حتى عام 1948، وجاء إلى مصر استاذًا بكلية التجارة ثم عميدا لكلية الاقتصاد والعلوم السياسية ثم أسس كلية التجارة بجامعة الكويت عام 1968 ثم وزيرًا للمالية عام 1976 ثم رئيسا لبنك القاهرة الشرق الأقصى وعضو مجلس الشعب المصري ثلاث دورات عن مركز ومدينة سمنود ورئيس لجنة الخطة والموازنة به.